# Zweiäugige Spiegelreflexkamera

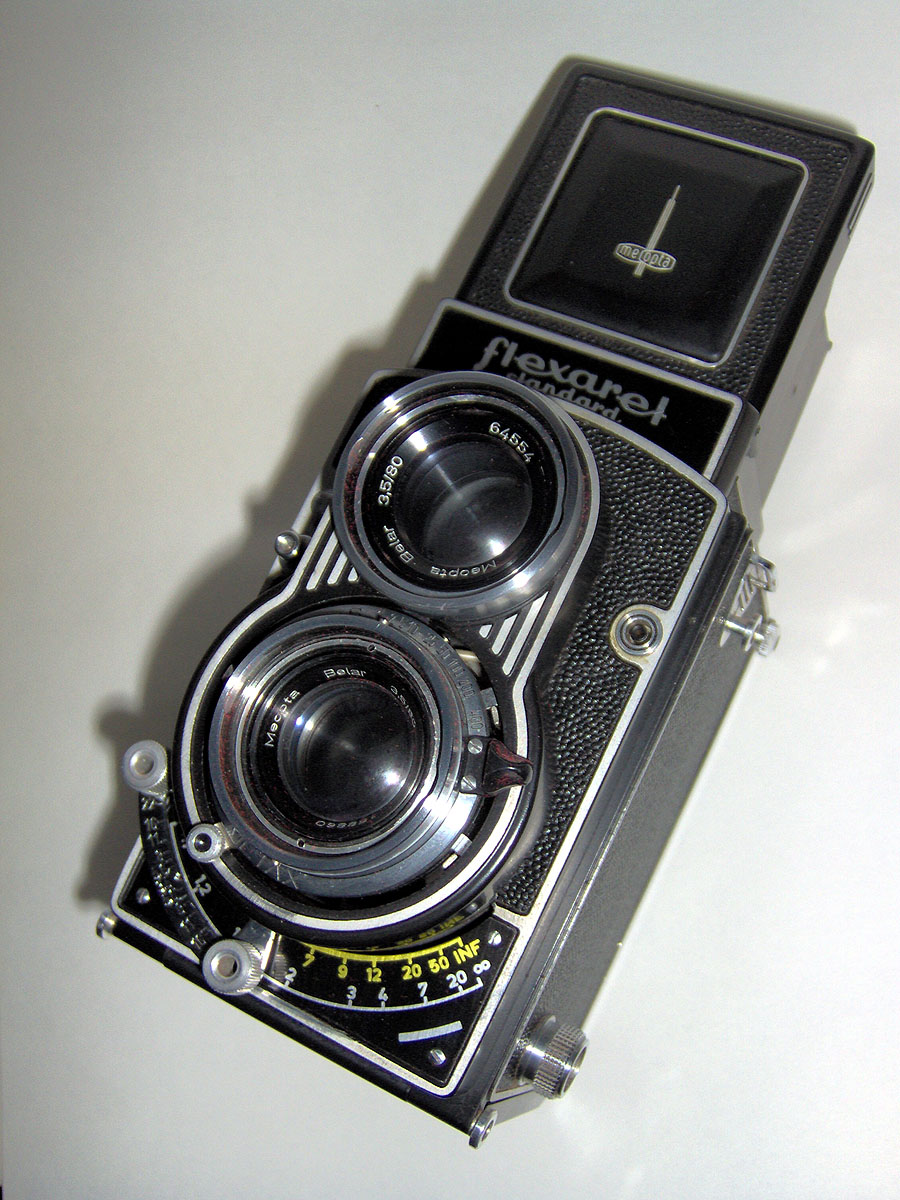
Tschechoslowakisches Modell von 1963 in schlichter Ausstattung ohne Belichtungsmesser. Sie war im ehemaligen Ostblock sehr verbreitet.

Eine zweiäugige Spiegelreflexkamera (englisch: Twin Lens Reflex, abgekürzt TLR) hat zwei übereinander angeordnete Objektive. Das obere erzeugt, umgelenkt über einen Spiegel, das Sucherbild auf der Einstellscheibe, das dadurch aufrecht stehend, aber seitenverkehrt dargestellt wird. Das untere ist mit einem Verschluss und einer Blende ausgestattet und ist für die Belichtung auf dem Film zuständig.

## Eigenschaften
Beide Objektive sind auf einer gemeinsamen Standarte montiert und werden zur Scharfstellung gemeinsam verstellt. Hierdurch erlaubt der Sucher wie bei einäugigen Spiegelreflexkameras eine genaue Einstellung der Schärfenebene. Um ein möglichst helles Sucherbild zu gewährleisten, ist das Sucherobjektiv häufig lichtstärker, dabei jedoch aus Kostengründen einfacher konstruiert als das Aufnahmeobjektiv.
Der Sucher ist meist als Faltlichtschachtsucher ausgeführt, die Mattscheibe kann eine Fresnellinse zur besseren Helligkeitsverteilung aufweisen, hat aber meist keine weiteren Einstellhilfen. Häufig ist eine einklappbare Sucherlupe vorhanden, die eine genauere Scharfstellung erlaubt, durch die jedoch oft nicht das gesamte Sucherbild überblickbar ist. Manche dieser Lichtschachtsucher können auch als einfache Rahmensucher eingesetzt werden, euphemistisch gelegentlich Sportsucher genannt.
Zweiäugige Spiegelreflexkameras verwenden meist Rollfilm vom Typ 120 oder 220 und belichten Negative im Format 6 × 6. Eine Ausnahme bildet zum Beispiel die so genannte „Baby-Rollei“ für Rollfilm vom Typ 127 und mit einem Bildformat von 4 cm × 4 cm.
Zweiäugige Spiegelreflexkameras weisen gegenüber konkurrierenden Konstruktionen sowohl Vor- als auch Nachteile auf. Der feststehende Spiegel ist einfacher und billiger als aufwendige Schwingspiegelkonstruktionen einäugiger Spiegelreflexkameras und erlaubt trotzdem im Gegensatz zu Sucherkameras die Beurteilung der Schärfenebene. Durch die fehlende Spiegelmechanik sind diese Kameras im Betrieb sehr leise und arbeiten weitgehend erschütterungsfrei. Außerdem bleibt das Sucherbild auch bei der Aufnahme sichtbar, dadurch hat der Fotograf jederzeit die volle Kontrolle über das Geschehen (wenn z. B. die aufgenommene Person bei der Aufnahme blinzelt). Mit dem häufigen Lichtschachtsucher kann das komplette Sucherbild mit beiden Augen betrachtet werden. Dies vereinfacht die Bildkomposition und ermöglicht auch ein unbemerktes Fotografieren. Da das Sucherobjektiv unabhängig von der Blendeneinstellung des Aufnahmeobjektivs oder der Verwendung eines Objektivfilters arbeitet, weist das Sucherbild in der Regel stets die volle Helligkeit auf. Vor der Erfindung der Springblende wurde der Sucher einäugiger Spiegelreflexkameras beim Einstellen des für die Aufnahme gewünschten Blendenwerts entsprechend abgedunkelt. Die kompakte und leichte Bauweise macht sie ideal für Reisefotografie.
Nachteilig ist die Sucher-Parallaxe, die aber in der Praxis meist nicht relevant ist und bei höherwertigen Modellen automatisch ausgeglichen wird. Gewöhnungsbedürftig ist das seitenverkehrte Sucherbild, Kameras mit Durchsicht- oder Prismensucher zeigen ein seitenrichtiges Bild.
Der Kostenvorteil der mechanisch vergleichsweise einfachen Konstruktion relativiert sich bei Modellen mit Wechselobjektiven, da stets zwei Objektive erforderlich sind. Da die beiden Objektive relativ nahe übereinander montiert sind, ergeben sich auch weitere Einschränkungen hinsichtlich der möglichen Brennweiten und Lichtstärken der Wechselobjektive.

## Geschichte

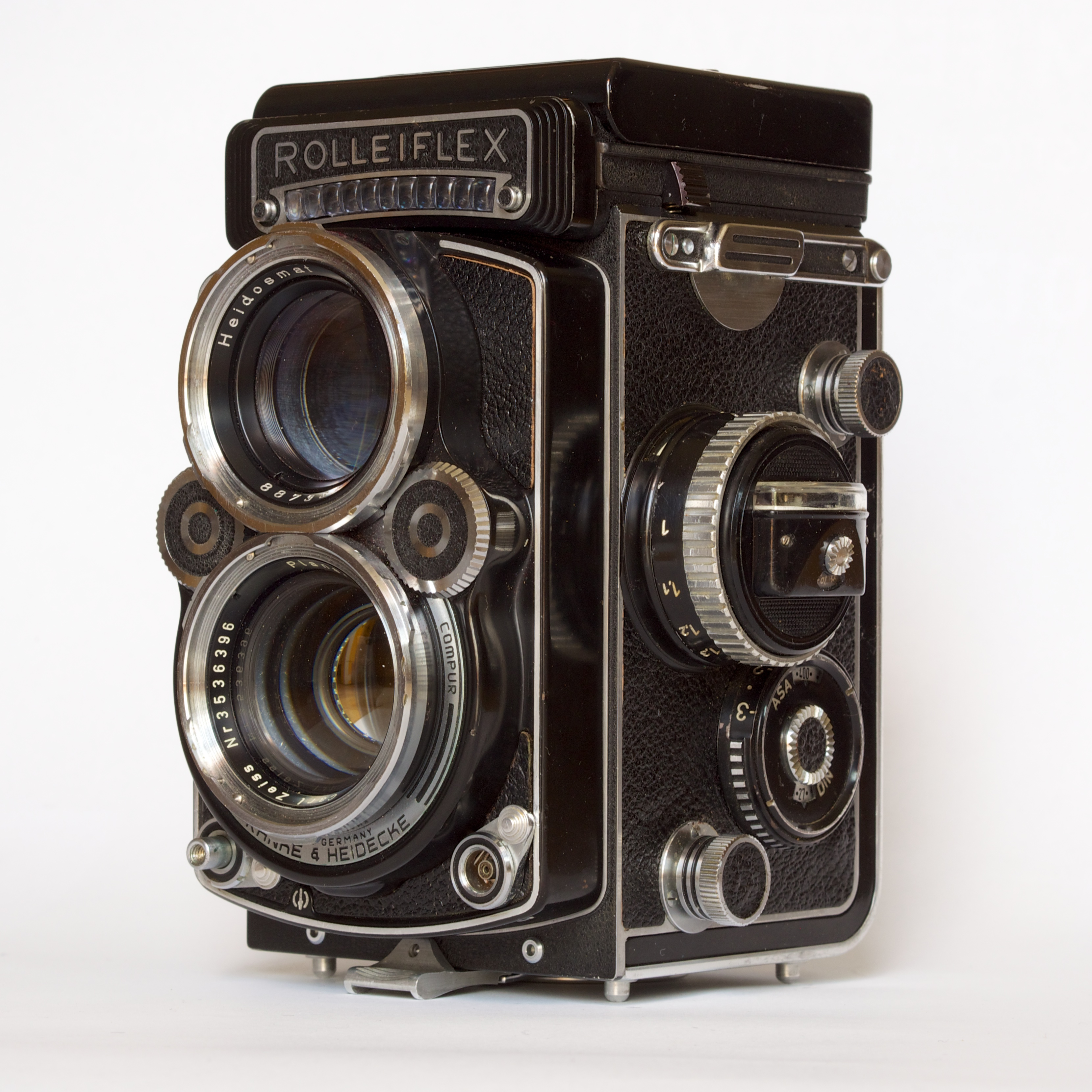
Die Rolleiflex, Modell 2.8 F

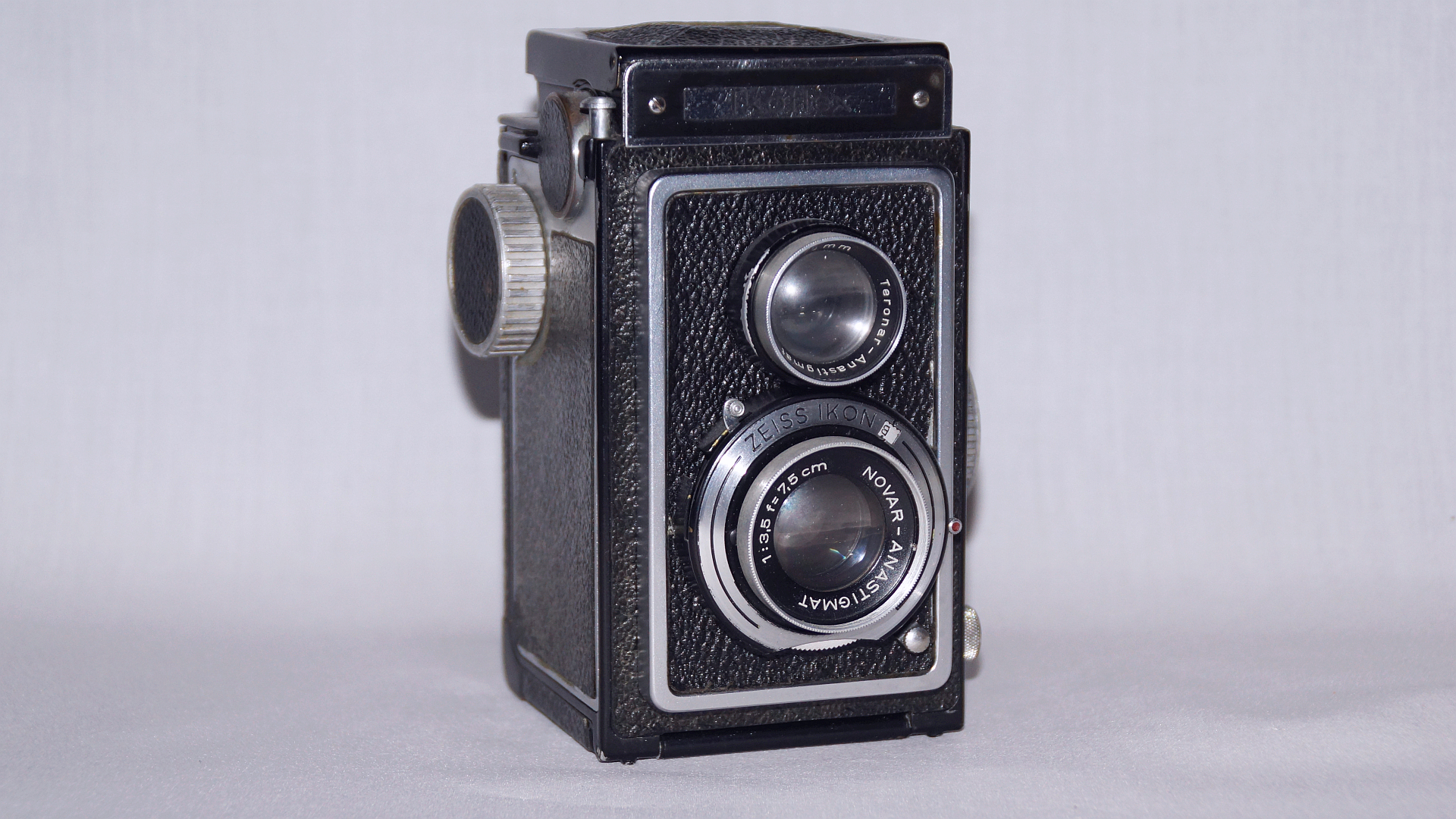
Zeiss Ikon Ikoflex mit Novar-Anastigmat

Entwickelt wurde dieser Kameratyp von der Braunschweiger Firma Franke & Heidecke, die später den Namen Rollei bekam. Die 1929 vorgestellte Rolleiflex und ihr einfacheres Schwestermodell Rolleicord waren über Jahrzehnte beliebte Kameras für Fotojournalisten. Im Laufe der Jahre gab es weitere Modelle von Mamiya (mit wechselbaren Objektiven), Zeiss, Yashica und zahlreichen anderen Herstellern.
Während die meisten TLR-Kameras schon vom Markt verschwunden waren, bot Rollei bis zur Insolvenz aktuelle Modelle mit unterschiedlichen Brennweiten an: die Rolleiflex 2,8FX mit einem Objektiv mit 80 mm, eine 4,0FT mit einem Teleobjektiv mit 135 mm Brennweite und eine 4,0FW mit einem Weitwinkelobjektiv mit 50 mm Brennweite. Die DHW Fototechnik, das Nachfolgeunternehmen von Franke & Heidecke, stellte auf der photokina 2012 eine Neuauflage der legendären zweiäugigen 6×6-Mittelformatkamera als Rolleiflex FX-N vor. Daneben gibt es technisch wesentlich einfachere und preiswerte Modelle wie die des chinesischen Herstellers Seagull oder die russische Lubitel-Reihe.

## Trivia
Der bei zweiäugigen Spiegelreflexkameras häufige Einblick in den Sucher von oben führt, wenn nicht ausgeglichen, oft zu einer Kamerahaltung, die den damit angefertigten Fotos insbesondere bei Personenaufnahmen eine typische Perspektive gibt, spöttisch auch als Bauchperspektive bezeichnet. Bei Systemkameras wie der Rolleiflex und Mamiya C220/C330 kann der Lichtschachtsucher gegen einen Prismensucher ausgetauscht werden, mit dem sich ein seitenrichtiges und aufrechtes Bild ergibt.